# Mad-Croc Racing
Mad-Croc Racing war ein Motorsportteam, das 2010 zur Teilnahme an der FIA-GT1-Weltmeisterschaft geschaffen wurde. Es entstand aus einer Kooperation des belgischen Selleslagh Racing Team mit dem luxemburgischen Team DKR Engineering unter der Nennung des Energydrinkherstellers Mad-Croc.

## Historie

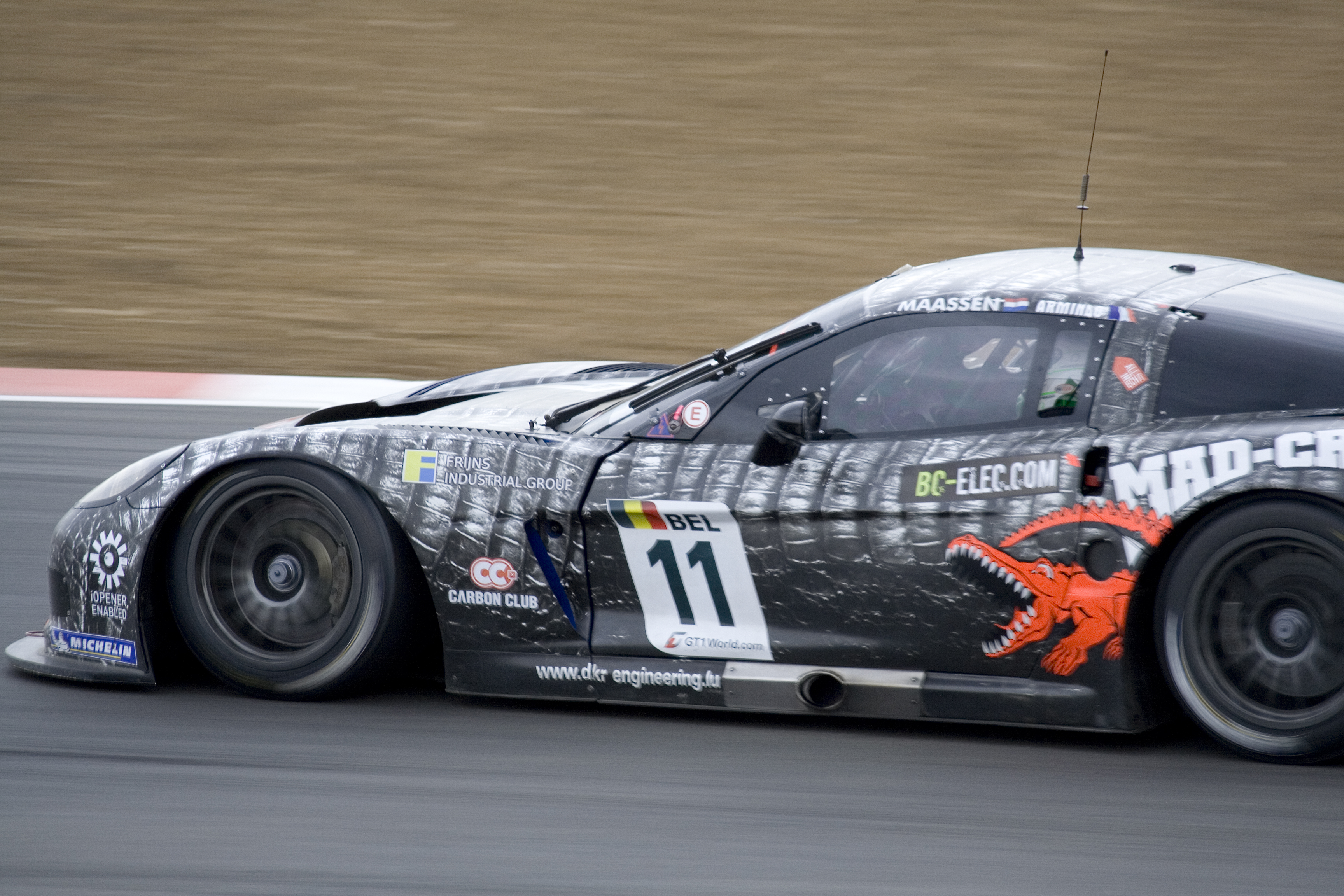
Die Corvette C6.R in den Farben von Mad-Croc Racing in Silverstone

Für die neu ausgeschriebene FIA-GT1-Weltmeisterschaft kooperierten das belgische Selleslagh Racing Team (SRT) und das luxemburgische Team DKR Engineering, um die vom Reglement vorgeschriebenen zwei Fahrzeuge pro Team stellen zu können. Beide Teams stellten je eine Corvette C6.R der Kategorie GT1 und schrieben sich unter der Nennung Mad-Croc Racing in die Meisterschaft ein. Sitz und Nationalität des Teams wurden offiziell von SRT übernommen, aber die beiden Teams setzten ihr Fahrzeug eigenständig ein. Hauptsponsor und Namensgeber des Teams war der Energydrinkhersteller Mad-Croc, dessen Design für die Lackierung beider Corvette verwendet wurde, deren Oberflächen Krokodilsleder nachempfunden waren. Die Fahrzeuge trugen offiziell die Bezeichnung Corvette Z06.
Zum Zeitpunkt der Gründung konnten die beiden relativ kleinen Privatteams SRT und DKR Engineering bereits auf jahrelange Erfahrung mit den eingesetzten Corvette in nationalen GT-Serien und in der FIA-GT-Meisterschaft aufbauen. Trotzdem verlief die Saison 2010 wenig erfolgreich. Die schlechte finanzielle Ausstattung des Teams sorgte für viele Fahrerwechsel: Zwölf verschiedene Fahrer fuhren für Mad-Croc-Racing. Lediglich der mit dem Hauptsponsor eng verbundene Pertti Kuismanen absolvierte alle Rennen des Jahres.
Lediglich ein Podiumsergebnis konnte das Team 2010 erzielen, als Jos Menten und Xavier Maassen das Qualifikationsrennen in Spa-Francorchamps von der Poleposition aus gewannen. Bester Fahrer des Teams war Jos Menten, der jedoch auch Punkte mit anderen Teams erzielte. In der Mannschaftswertung hätte das Team den vorletzten Rang belegt, wenn es nicht wegen Fernbleibens eines der beiden Fahrzeuge beim Saisonfinale disqualifiziert worden wäre.
Nach der Saison 2010 wurde Mad-Croc Racing aufgelöst. SRT und DKR Engineering trennten sich, setzten aber beide im folgenden Jahr zunächst separat wieder Fahrzeuge in der FIA-GT1-Weltmeisterschaft ein. Zu einer erneuten Kooperation der beiden Teams kam es, als DRK Engineering, unterstützt von Münnich Motorsport, auf zwei Lamborghini Murciélago wechselte und die DKR-Corvette zusammen mit SRT als Exim Bank Team China eingesetzt wurde.

### Startnummer 11

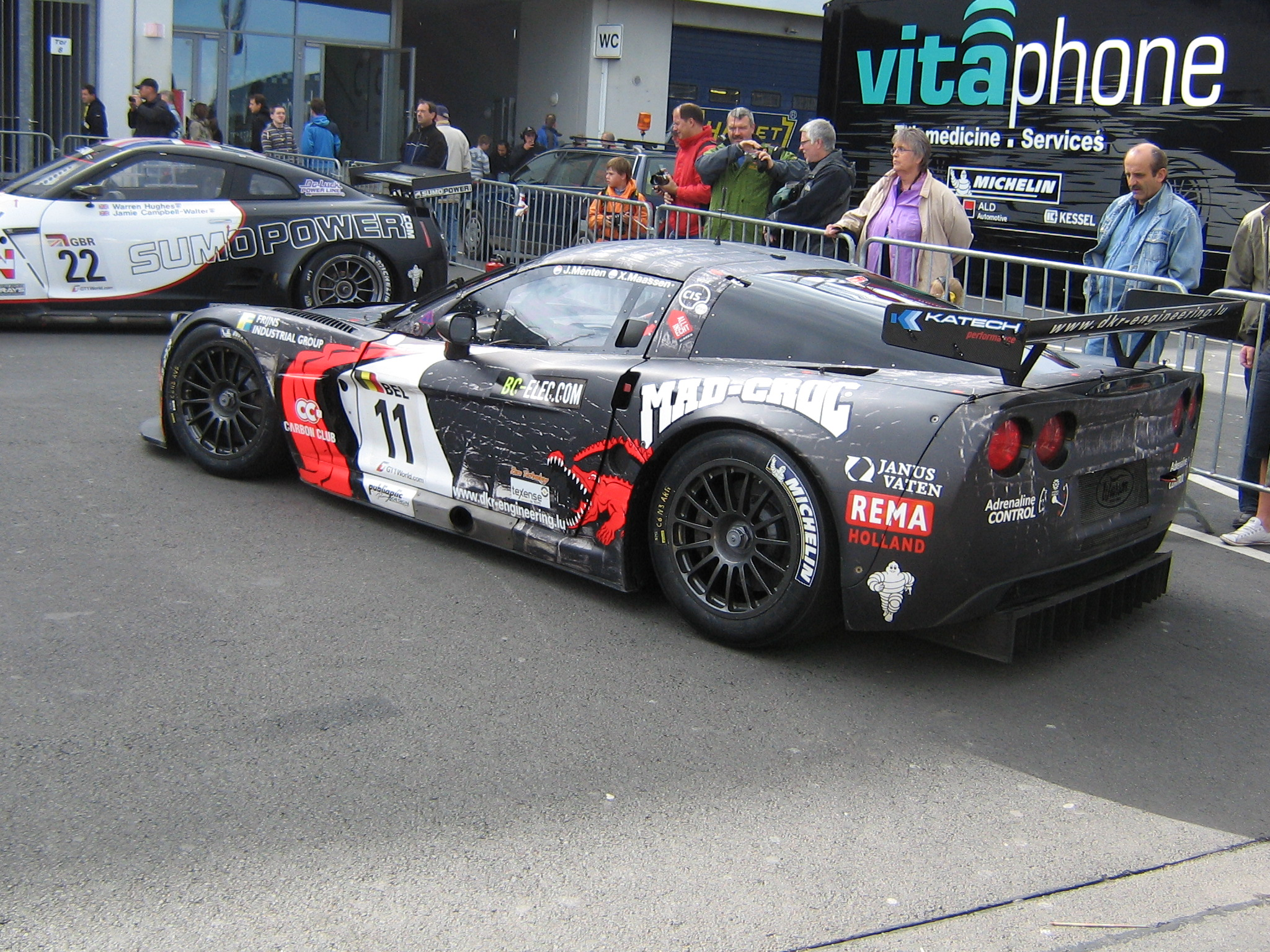
Die Corvette C6.R von Maassen/Menten im Parc fermé am Nürburgring.

Die Corvette mit der Startnummer 11 wurde von DKR Engineering eingesetzt. Es war das Chassis C6R-002, welches das Team seit 2008 verwendete. Die Fahrer wurden erst kurzfristig vor dem Debüt der GT1-Weltmeisterschaft bekannt gegeben. Der niederländische GT-Fahrer Xavier Maassen wurde als erster bestätigt, während eine Verpflichtung des ehemaligen brasilianischen Formel-1-Fahres Enrique Bernoldi scheiterte. Wenige Tage vor der ersten Veranstaltung wurde Alex Müller als Partner von Maassen benannt. Müller wurde jedoch schon bei der zweiten Veranstaltung in Großbritannien durch Nicolas Armindo ersetzt, der bereits mit dem Team vor der Saison getestet hatte, aber zunächst keine ausreichende Finanzierung vorweisen konnte. Mit Mike Hezemans erhielt Maassen beim dritten Lauf in der Tschechischen Republik bereits den dritten verschiedenen Partner. Hezemans wechselte nach dem zweiten gemeinsamen Lauf in Frankreich zurück zum anderen Corvette-Team Phoenix Racing / Carsport.
Für die Rennen in Belgien und Deutschland teilte sich Maassen das Fahrzeug mit dem Niederländer Jos Menten. Gemeinsam erzielten sie die Poleposition und den Sieg im Qualifikationsrennen in Spa-Francorchamps, fielen aber im Hauptrennen nach einem Reifenschaden aus. Es war die letzte von insgesamt drei Punktplatzierungen des Jahres für Maassen. In Portugal wurde Menten durch Julien Jousse ersetzt.
Für das Überseerennen in Brasilien wurden mit Sérgio Jimenez and Claudio Dahruj zwei lokale Fahrer verpflichtet. Beim Finale in Argentinien waren Maassen und der Brite Thomas Serwin als Fahrer angekündigt, aber weil einer der beiden nicht rechtzeitig den vereinbarten Geldbetrag an das Team überwiesen hatte, wurde das Fahrzeug zurückgezogen. Dadurch startete keine Mad-Croc-Corvette in den Finalläufen.

### Startnummer 12

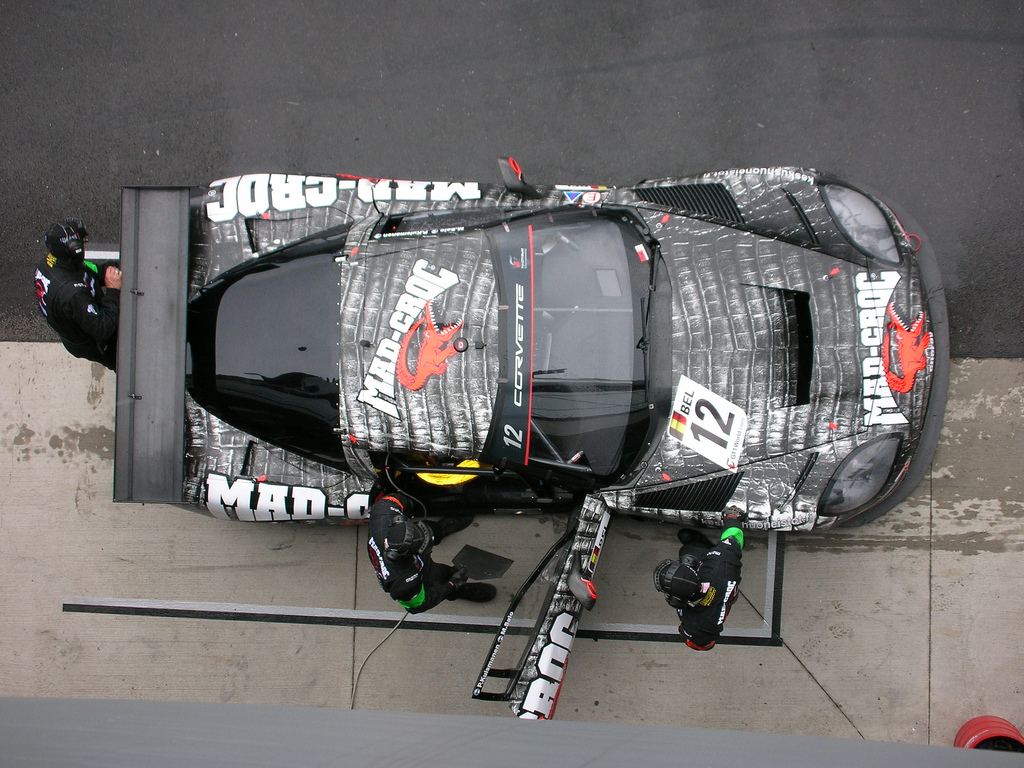
Die Corvette C6.R von Kuismanen/Salo in der Boxengasse in Brünn.

Die Corvette C6.R mit der Chassisnummer C6R-006 trug die Startnummer 12 und wurde von SRT eingesetzt. Vor Saisonbeginn wurde die Besetzung des Fahrzeuges veröffentlicht: Der finnische Amateurrennfahrer Pertti Kuismannen (Jahrgang 1943) sollte sich während der Saison das Cockpit mit dem damaligen britischen Corvette-Werksfahrer Oliver Gavin teilen. Bei den Rennen, bei denen Gavin andere Verpflichtungen in der American Le Mans Series hatte, sollte der ehemalige finnische Formel-1-Fahrer Mika Salo gemeinsam mit Kuismanen fahren.
In der Mitte der Saison beendete Gavin seinen Vertrag mit Mad-Croc Racing nach drei absolvierten Rennwochenenden. Salo verließ das Team ebenfalls nach drei Veranstaltungen. Beide professionellen Rennfahrer waren nicht in der Lage, zusammen mit Kuismanen gute Resultate zu erzielen. Für die Veranstaltung in Portugal wurde der aus der französischen GT-Meisterschaft bekannte Laurent Cazenave Partner von Kuismanen. Die verbleibenden drei Läufe der Saison sollte der erfahrene niederländische Tourenwagen-Pilot Duncan Huisman bestreiten. Durch einen Unfall Kuismanens im Training für das Finalwochenende in Argentinien wurde die Corvette so stark beschädigt, dass sie nicht an den Rennen teilnehmen konnte.
Keiner der Fahrer der Corvette mit der Startnummer 12 konnte 2010 einen Punkt erzielen.

## Ergebnisse

### Mannschaftswertung
Wegen des Fernbleibens eines der beiden Fahrzeuge beim Saisonfinale wurde Mad-Croc Racing disqualifiziert und dem Team alle Punkte der Saison abgesprochen. Nach der vorletzten Veranstaltung des Jahres in Brasilien befand sich das Team mit 17 Punkten auf dem zehnten von zwölf Plätzen vor dem Swiss Racing Team mit fünf Punkten und dem bereits disqualifizierten Team von Phoenix Racing / Carsport.
| Pos. | Team            | Manufacturer | Car | ABU | ABU | SIL | SIL | BRN | BRN | PRI | PRI | SPA | SPA | NÜR | NÜR | ALG | ALG | NAV | NAV | INT | INT | SAN | SAN | Total |
| Pos. | Team            | Manufacturer | Car | QR  | CR  | QR  | CR  | QR  | CR  | QR  | CR  | QR  | CR  | QR  | CR  | QR  | CR  | QR  | CR  | QR  | CR  | QR  | CR  | Total |
| ---- | --------------- | ------------ | --- | --- | --- | --- | --- | --- | --- | --- | --- | --- | --- | --- | --- | --- | --- | --- | --- | --- | --- | --- | --- | ----- |
| –    | Mad-Croc Racing | Corvette     | 11  | 14  | 10  | 12  | 11  | 5   | 15  | 4   | 6   | 1   | Ret | 18  | 18  | 7   | 14  |     |     | 19  | 20  | DNA | DNA | –     |
| –    | Mad-Croc Racing | Corvette     | 12  | Ret | 15  | 13  | 14  | 19  | 12  | 19  | 19  | 18  | 17  | 15  | 23  | 17  | 16  | 15  | Ret | 18  | 19  | DNS | DNS | –     |

| Legende  | Legende            | Legende                                                          |
| Farbe    | Abkürzung          | Bedeutung                                                        |
| -------- | ------------------ | ---------------------------------------------------------------- |
| Gold     | –                  | Sieg                                                             |
| Silber   | –                  | 2. Platz                                                         |
| Bronze   | –                  | 3. Platz                                                         |
| Grün     | –                  | Platzierung in den Punkten                                       |
| Blau     | –                  | Klassifiziert außerhalb der Punkteränge                          |
| Violett  | DNF                | Rennen nicht beendet (did not finish)                            |
| Violett  | NC                 | nicht klassifiziert (not classified)                             |
| Rot      | DNQ                | nicht qualifiziert (did not qualify)                             |
| Rot      | DNPQ               | in Vorqualifikation gescheitert (did not pre-qualify)            |
| Schwarz  | DSQ                | disqualifiziert (disqualified)                                   |
| Weiß     | DNS                | nicht am Start (did not start)                                   |
| Weiß     | WD                 | zurückgezogen (withdrawn)                                        |
| Hellblau | PO                 | nur am Training teilgenommen (practiced only)                    |
| Hellblau | TD                 | Freitags-Testfahrer (test driver)                                |
| ohne     | DNP                | nicht am Training teilgenommen (did not practice)                |
| ohne     | INJ                | verletzt oder krank (injured)                                    |
| ohne     | EX                 | ausgeschlossen (excluded)                                        |
| ohne     | DNA                | nicht erschienen (did not arrive)                                |
| ohne     | C                  | Rennen abgesagt (cancelled)                                      |
| ohne     | keine WM-Teilnahme |                                                                  |
| sonstige | P/fett             | Pole-Position                                                    |
| sonstige | 1/2/3/4/5/6/7/8    | Punktplatzierung im Sprint-/Qualifikationsrennen                 |
| sonstige | SR/kursiv          | Schnellste Rennrunde                                             |
| sonstige | *                  | nicht im Ziel, aufgrund der zurückgelegten Distanz aber gewertet |
| sonstige | ()                 | Streichresultate                                                 |
| sonstige | unterstrichen      | Führender in der Gesamtwertung                                   |

### Fahrerwertung
Lediglich vier Fahrer konnten in der Saison 2010 mit Mad-Croc Racing Punkte erzielen. Bester Fahrer des Teams war Jos Menten, der jedoch auch Punktplatzierungen mit anderen Teams erreichen konnte. Xavier Maassen erreichte die meisten Punkte mit Mad-Croc Racing.
| Pos. | Fahrer           | Team                      | ABU | ABU | SIL | SIL | BRN | BRN | PRI | PRI | SPA | SPA | NÜR | NÜR | ALG | ALG | NAV | NAV | INT | INT | SAN | SAN | Total |
| Pos. | Fahrer           | Team                      | QR  | CR  | QR  | CR  | QR  | CR  | QR  | CR  | QR  | CR  | QR  | CR  | QR  | CR  | QR  | CR  | QR  | CR  | QR  | CR  | Total |
| ---- | ---------------- | ------------------------- | --- | --- | --- | --- | --- | --- | --- | --- | --- | --- | --- | --- | --- | --- | --- | --- | --- | --- | --- | --- | ----- |
| 22   | Jos Menten       | Reiter                    |     |     | 6   | 3   |     |     |     |     |     |     |     |     | 14  | 8   |     |     |     |     |     |     | 27    |
| 22   | Jos Menten       | Mad-Croc Racing           |     |     |     |     |     |     |     |     | 1   | Ret | 18  | 18  |     |     |     |     |     |     |     |     | 27    |
| 26   | Alex Müller      | Mad-Croc Racing           | 14  | 10  |     |     |     |     |     |     |     |     |     |     |     |     |     |     |     |     |     |     | 24    |
| 26   | Alex Müller      | Triple H Team Hegersport  |     |     |     |     |     |     |     |     | 12  | 2   | 13  | 20  | 6   | 9   | 6   | Ret | 10  | 10  | 11  | 9   | 24    |
| 29   | Mike Hezemans    | Phoenix Racing / Carsport | 16  | 3   | 7   | Ret |     |     |     |     | EX  | 13  |     |     |     |     |     |     |     |     |     |     | 23    |
| 29   | Mike Hezemans    | Mad-Croc Racing           |     |     |     |     | 5   | 15  | 4   | 6   |     |     |     |     |     |     |     |     |     |     |     |     | 23    |
| 31   | Xavier Maassen   | Mad-Croc Racing           | 14  | 10  | 12  | 11  | 5   | 15  | 4   | 6   | 1   | Ret | 18  | 18  | 7   | 14  |     |     |     |     | DNA | DNA | 17    |
| 33=  | Nicolas Armindo  | Mad-Croc Racing           |     |     | 12  | 11  |     |     |     |     |     |     |     |     |     |     |     |     |     |     |     |     | 14    |
| 33=  | Nicolas Armindo  | Matech Competition        |     |     |     |     |     |     |     |     |     |     |     |     |     |     | 4   | 7   | 7   | 8   | 17  | 8   | 14    |
| 34   | Sérgio Jimenez   | Mad-Croc Racing           |     |     |     |     |     |     |     |     |     |     |     |     |     |     |     |     | 19  | 20  |     |     | 12    |
| 34   | Sérgio Jimenez   | Reiter                    |     |     |     |     |     |     |     |     |     |     |     |     |     |     |     |     |     |     | 5   | 4   | 12    |
| 46   | Julien Jousse    | Mad-Croc Racing           |     |     |     |     |     |     |     |     |     |     |     |     | 7   | 14  |     |     |     |     |     |     | 0     |
| 52=  | Pertti Kuismanen | Mad-Croc Racing           | Ret | 15  | 13  | 14  | 19  | 12  | 19  | 19  | 18  | 17  | 15  | 23  | 17  | 16  | 15  | Ret | 18  | 19  | DNS | DNS | 0     |
| 52=  | Mika Salo        | Mad-Croc Racing           | Ret | 15  |     |     | 19  | 12  |     |     |     |     | 15  | 23  |     |     |     |     |     |     |     |     | 0     |
| 53   | Oliver Gavin     | Mad-Croc Racing           |     |     | 13  | 14  |     |     | 19  | 19  | 18  | 17  |     |     |     |     |     |     |     |     |     |     | 0     |
| 55   | Duncan Huisman   | Mad-Croc Racing           |     |     |     |     |     |     |     |     |     |     |     |     |     |     | 15  | Ret | 18  | 19  | DNS | DNS | 0     |
| 56   | Laurent Cazenave | Mad-Croc Racing           |     |     |     |     |     |     |     |     |     |     |     |     | 17  | 16  |     |     |     |     |     |     | 0     |
| 61   | Claudio Dahruj   | Mad-Croc Racing           |     |     |     |     |     |     |     |     |     |     |     |     |     |     |     |     | 19  | 20  |     |     | 0     |
| –    | Thomas Serwin    | Mad-Croc Racing           |     |     |     |     |     |     |     |     |     |     |     |     |     |     |     |     |     |     | DNA | DNA | –     |
| Pos. | Fahrer           | Team                      | QR  | CR  | QR  | CR  | QR  | CR  | QR  | CR  | QR  | CR  | QR  | CR  | QR  | CR  | QR  | CR  | QR  | CR  | QR  | CR  | Total |
| Pos. | Fahrer           | Team                      | ABU | ABU | SIL | SIL | BRN | BRN | PRI | PRI | SPA | SPA | NÜR | NÜR | ALG | ALG | NAV | NAV | INT | INT | SAN | SAN | Total |

| Legende  | Legende            | Legende                                                          |
| Farbe    | Abkürzung          | Bedeutung                                                        |
| -------- | ------------------ | ---------------------------------------------------------------- |
| Gold     | –                  | Sieg                                                             |
| Silber   | –                  | 2. Platz                                                         |
| Bronze   | –                  | 3. Platz                                                         |
| Grün     | –                  | Platzierung in den Punkten                                       |
| Blau     | –                  | Klassifiziert außerhalb der Punkteränge                          |
| Violett  | DNF                | Rennen nicht beendet (did not finish)                            |
| Violett  | NC                 | nicht klassifiziert (not classified)                             |
| Rot      | DNQ                | nicht qualifiziert (did not qualify)                             |
| Rot      | DNPQ               | in Vorqualifikation gescheitert (did not pre-qualify)            |
| Schwarz  | DSQ                | disqualifiziert (disqualified)                                   |
| Weiß     | DNS                | nicht am Start (did not start)                                   |
| Weiß     | WD                 | zurückgezogen (withdrawn)                                        |
| Hellblau | PO                 | nur am Training teilgenommen (practiced only)                    |
| Hellblau | TD                 | Freitags-Testfahrer (test driver)                                |
| ohne     | DNP                | nicht am Training teilgenommen (did not practice)                |
| ohne     | INJ                | verletzt oder krank (injured)                                    |
| ohne     | EX                 | ausgeschlossen (excluded)                                        |
| ohne     | DNA                | nicht erschienen (did not arrive)                                |
| ohne     | C                  | Rennen abgesagt (cancelled)                                      |
| ohne     | keine WM-Teilnahme |                                                                  |
| sonstige | P/fett             | Pole-Position                                                    |
| sonstige | 1/2/3/4/5/6/7/8    | Punktplatzierung im Sprint-/Qualifikationsrennen                 |
| sonstige | SR/kursiv          | Schnellste Rennrunde                                             |
| sonstige | *                  | nicht im Ziel, aufgrund der zurückgelegten Distanz aber gewertet |
| sonstige | ()                 | Streichresultate                                                 |
| sonstige | unterstrichen      | Führender in der Gesamtwertung                                   |

### Herstellerwertung
Beide Teams, die in der FIA-GT1-Weltmeisterschaft Chevrolet Corvette einsetzten, wurden disqualifiziert. Da die Herstellerwertung allerdings von der SRO Motorsports Group als „Trophy“ und nicht von der Fédération Internationale de l’Automobile als Markenweltmeisterschaft ausgeschrieben wurde, wurden die Ergebnisse von Mad-Croc Racing und Phoenix Racing / Carsport in dieser Wertung nicht gestrichen. Mit 131 Punkten belegte Corvette den fünften und vorletzten Rang vor Nissan (127 Punkte).